# Hollandia sigillata
Hollandia sigillata là một loài bướm đêm trong họ Noctuidae.